# Обладаване
„Обладаване“ (на английски: Possession) е френско-западногермански филм на ужасите с елементи на семейна драма от 1981 година на режисьора Анджей Жулавски по негов сценарий в съавторство с Фредерик Тътън.
В центъра на сюжета е млада жена в Берлин от времето на Студената война, която изоставя съпруга и любовника си заради чудовище с телепатични сили. Главните роли се изпълняват от Изабел Аджани, Сам Нийл, Хайнц Бенент.
„Обладаване“ е номиниран за наградата „Златна палма“, а за ролята си в него Аджани получава „Сезар“ за най-добра актриса.
Филмът придобива статут на култов най-вече поради рядко срещания силно емоционален и супер интензивен сюжет.